# 프랑키스카

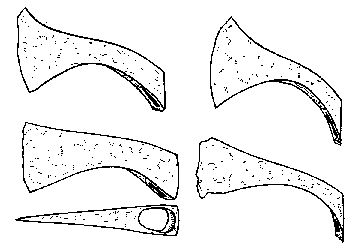

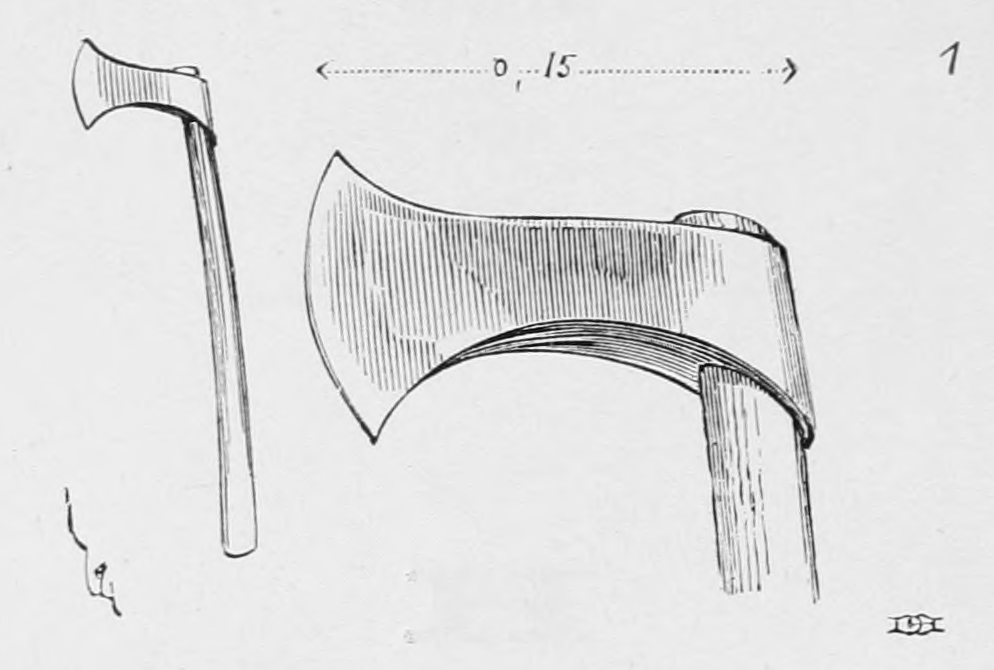

프랑키스카(francisca)는 중세 초기 프랑크족이 사용한 투척 도끼로, 500년 ~ 750년경 메로빙거 왕조의 상징적 민족무기였고 카롤루스 대제 치세(768년 ~ 814년)에도 사용되었다고 알려져 있다. 주로 프랑크족이 사용했다고 이야기되지만 프랑크족 이외의 동시기 게르만인들도 사용했으며, 예컨대 잉글랜드에서 앵글로색슨족이 사용한 프랑키스카가 다수 발견된 바 있다.

## 같이 보기
- 도끼
- 전투도끼